# Roy Hesketh Circuit
Der Roy Hesketh Circuit war eine permanente Motorsport-Rennstrecke in Pietermaritzburg, in der heutigen südafrikanischen Provinz KwaZulu-Natal. 

## Geschichte
Die Strecke wurde 1953 am traditionellen Boxing Day, also dem 26. Dezember eröffnet und nach dem südafrikanischen Rennfahrer Roy Hesketh benannt.
Der Roy Hesketh Circuit beheimatete in dem Zeitraum die Südafrikanische Formel-1-Meisterschaft, die South African National Drivers Championship, die Sportwagen-Serie Springbok Series und die nationale Formel-Atlantic-Serie. Höhepunkt waren immer die Osterrennen, eine dreitägige Rennsport-Veranstaltung. Im November 1981 wurde die Strecke geschlossen und musste dem Ausbau der Vorstädte Pietermaritzburgs weichen.

## Strecke heute
Die südliche Schleife mit den Streckenabschnitten Angel's Angle und Sweep wurde nach 1981 in ein Wohn- und Gewerbegebiet umgebaut.
2002 wurde für den Erhalt der Strecke die Bürgerinitiative Roy Hesketh Motor Racing Foundation gegründet. Diese setzt sich für den Wiederaufbau einer 2,5 Kilometer langen Strecke mit originalgetreuen Boxenanlagen, Start- und Zielturm und einem Museum ein. 2008 hat die Roy Hesketh Foundation 185 Mitglieder. Die Organisation kaufte im Juni 2005 die Rennstrecke für 3.250.000 Rand, und veranstaltete vereinzelte Rennen. Am 12. Juli 2008 wurde nach Anwohnerbeschwerden ein Motorradrennen abgebrochen, und der Rennbetrieb im Juli 2010 endgültig verboten.
Danach wurden nur noch unregelmäßig Testfahrten durchgeführt.